# Proyección cilíndrica equidistante

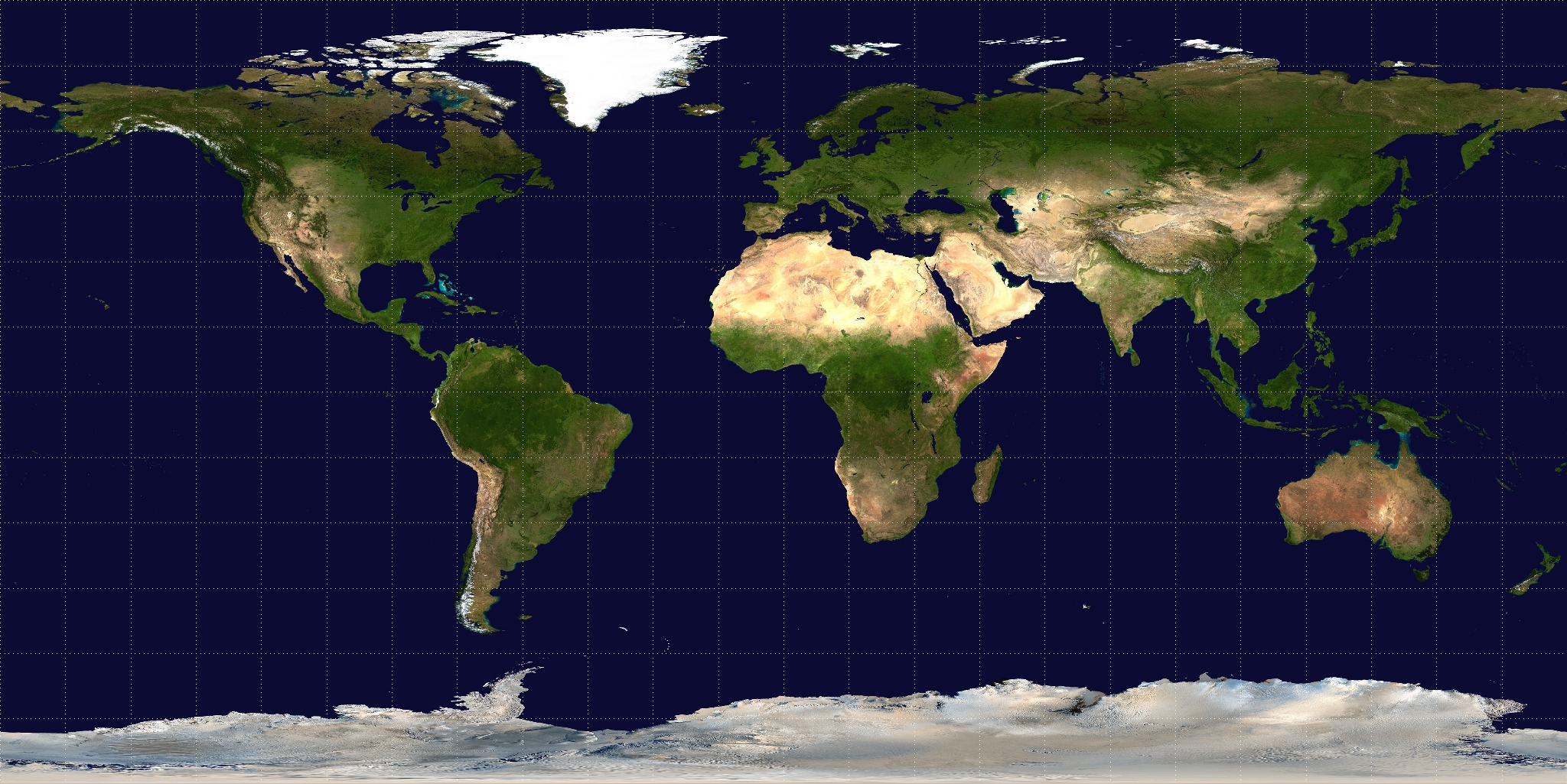
Una proyección cilíndrica equidistante de la Tierra a 1 píxel/grado; el paralelo estándar es el ecuador.

Proyección cilíndrica equidistante, también conocida como proyección geográfica, proyección paralelogramática, y que incluye el caso especial de la proyección de la plate carrée o proyección geográfica, conocida más generalmente por proyección equirrectangular, es una proyección geográfica cilíndrica muy simple, cuya invención se atribuye a Marino de Tiro en torno al año 100 d. C., pues Claudio Ptolomeo así lo dice en su obra Geografía. También se puede llamar proyección latitud-longitud.

## Definición
{\displaystyle x=\lambda \cos(\phi _{1})\,}
{\displaystyle y=\phi \,}
donde:
{\displaystyle \lambda \,} es la longitud del meridiano central de la proyección,
{\displaystyle \phi \,} es la latitud
{\displaystyle \phi _{1}\,} son los paralelos estándar (al norte y al sur del ecuador), donde la escala de la proyección es verdadera.
Nótese que en la parte derecha de la ecuación, las coordenadas {\displaystyle \lambda } y {\displaystyle \phi }, son medidas lineales, no angulares. El punto {\displaystyle (0,0)} está en el centro de la proyección resultante.

## Usos
Debido a la distorsión que se produce en esta proyección, no se suele usar en mapas de navegación o mapas catastrales, sino más bien en mapas de tipo divulgativo. Se ha convertido en un estándar en aplicaciones informáticas para procesar mapas globales, por su correspondencia entre píxeles
y su posición geográfica.